# アトポビウム属
アトポビウム属（アトポビウムぞく、Atopobium ）は、真正細菌の放線菌門コリオバクテリウム綱コリオバクテリウム目アトポビウム科に属する属である。
アトポビウム属細菌は嫌気性且つグラム陽性の桿菌または細長い球菌であり、単体又は2連か短い連鎖形態で見られる。

## 臨床上特徴
アトポビウム属細菌は細菌性膣炎に関与する。
大腸癌患者の糞便に過剰に含まれていることが報告されており、大腸癌の発生に役割を持つ可能性がある。一方で、アトポビウム・ミヌタム（A. minutum）はin vitroで癌細胞に対して軽度のアポトーシス作用を示し結腸直腸癌に対してはプロバイオティクス細菌に匹敵することが示唆されている。